# Lovens Mand
Lovens Mand (originaltitel Why Women Remarry) er en amerikansk stumfilm fra 1923 af John Gorman.

## Medvirkende
- Milton Sills som Dan Hannon
- Ethel Grey Terry som Mary Talbot
- William Lowery som Martin Tablot
- Marion Feducha som Jimmy Talbot
- Jeanne Carpenter som Mildred Talbot
- Wilfred Lucas som Mr. Compton
- Clarissa Selwynne som Mrs. Compton